# Grupa warowna „Körner”

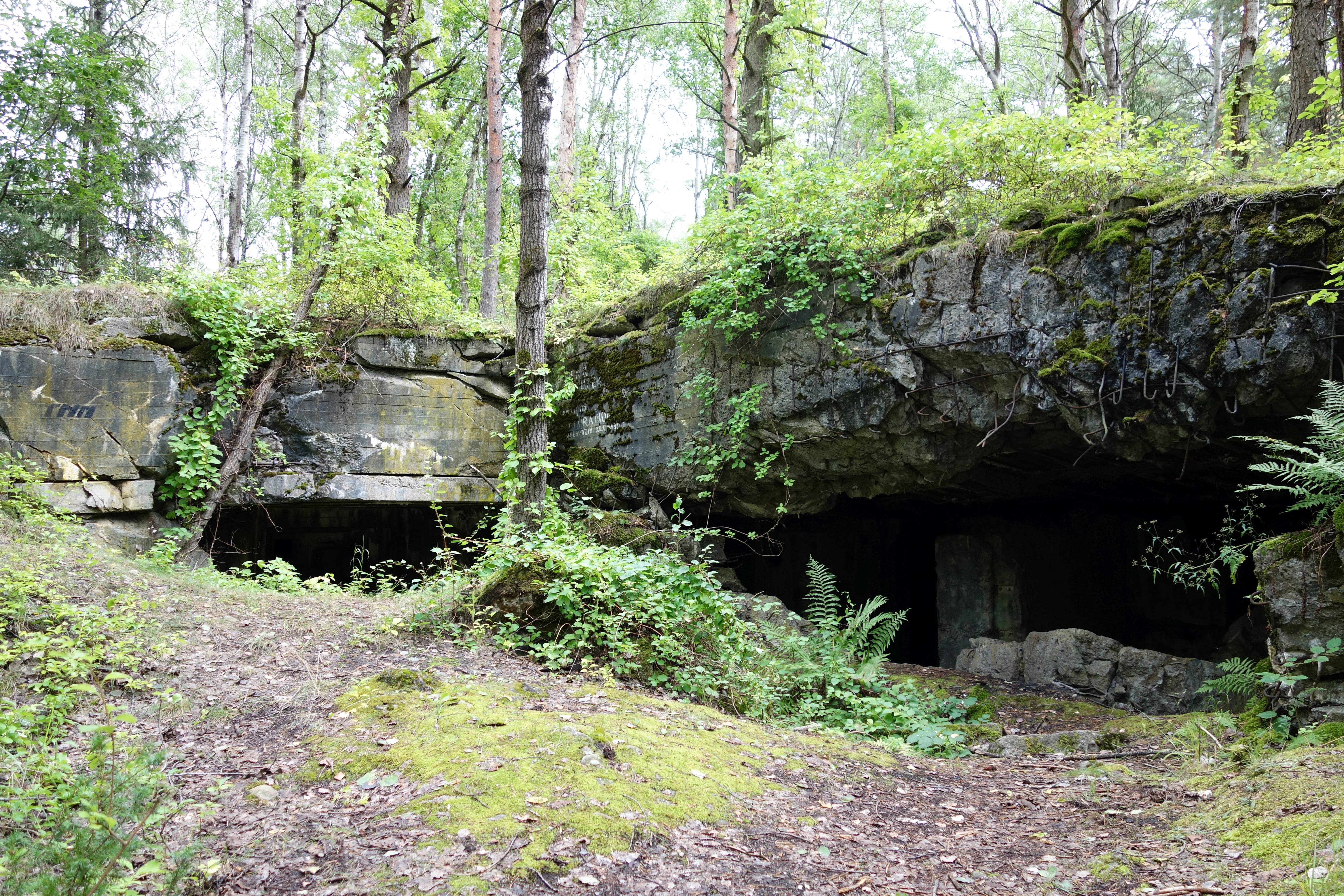
Pz. W. 702

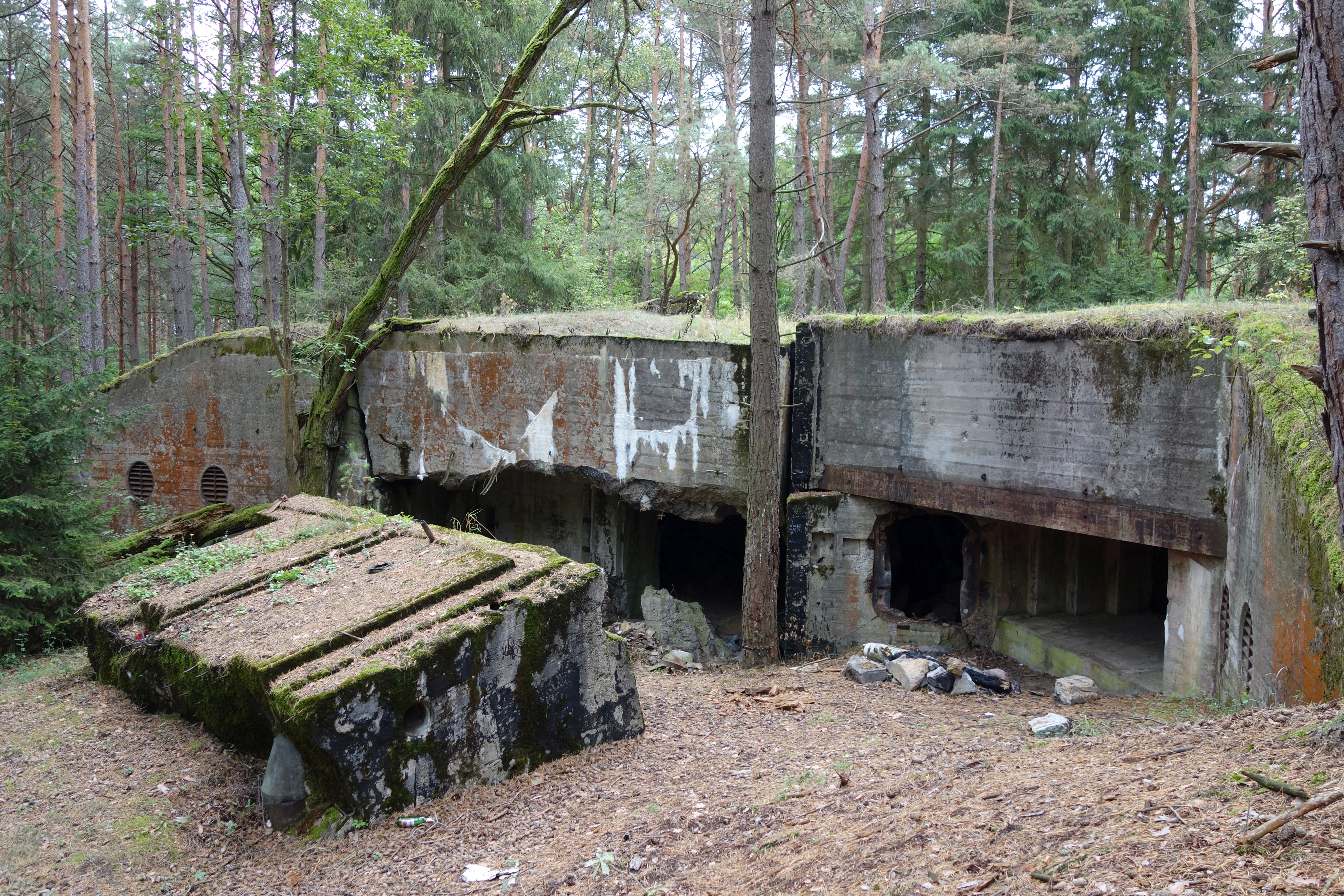
Pz. W. 703

Grupa warowna „Körner” – jedna z 13 niemieckich grup warownych umocnień Łuku Odry-Warty (Oder-Warthe Bogen, Międzyrzeckiego Rejonu Umocnionego). Została zbudowana z myślą o obronie obszaru, który z racji ukształtowania terenu nie nadawał się do zalania przy wykorzystaniu jazów 712 oraz 714. Grupa znajduje się około 1,5 km na południe od miejscowości Staropole.
Grupa składa się z następujących obiektów:
- Pz.W. 701 – częściowo zburzony, jednokondygnacyjny z dobrze zachowanymi pancerzami,
- Pz.W. 702 – częściowo zburzony, jednokondygnacyjny,
- Pz.W. 703 – częściowo zburzony, dwukondygnacyjny.

W pobliżu grupy warownej znajduje się jaz 712, którego zadaniem było spiętrzenie wód na południe od umocnień w kierunku wsi Lubrza.
31 stycznia 1945 roku 8 Gwardyjski Korpus Zmechanizowany gen. Driomowa zdecydowanym uderzeniem na południe od grupy warownej „Körner” i na północ od Pz.W. 694 w Lubrzy, przełamał linię umocnień i znalazł się na tyłach niemieckich w okolicach Staropola.
Grupa Warowna „Körner” nie spełniła pokładanych w niej nadziei, a składał się na to szereg czynników. Po pierwsze, nie dokonano zalewu przedpola fortyfikacji przy wykorzystaniu jazów 712 i 714. Po drugie, schrony zostały obsadzone przez niepełne i niedoświadczone załogi oraz po trzecie, w momencie forsowania grupy warownej „Körner”, Armia Czerwona przekroczyła opuszczone umocnienia MRU w rejonie Bledzewa, co groziło oskrzydleniem sił zaangażowanych w obronę centralnego odcinka umocnień, a w konsekwencji szybsze wycofanie niemieckich sił na zachód.